# Aelita (synthétiseur)

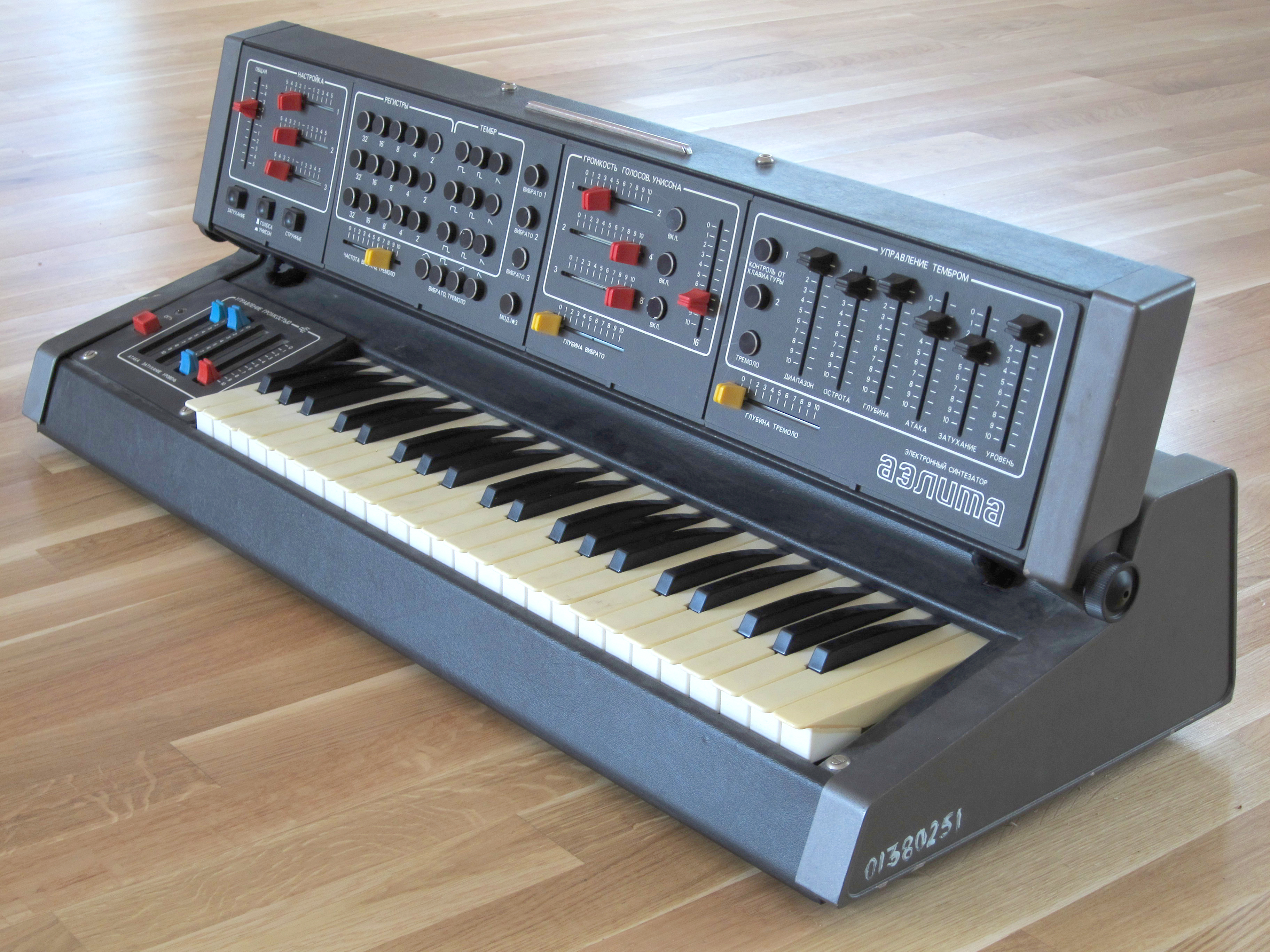
Le synthétiseur Aelita en position ouverte

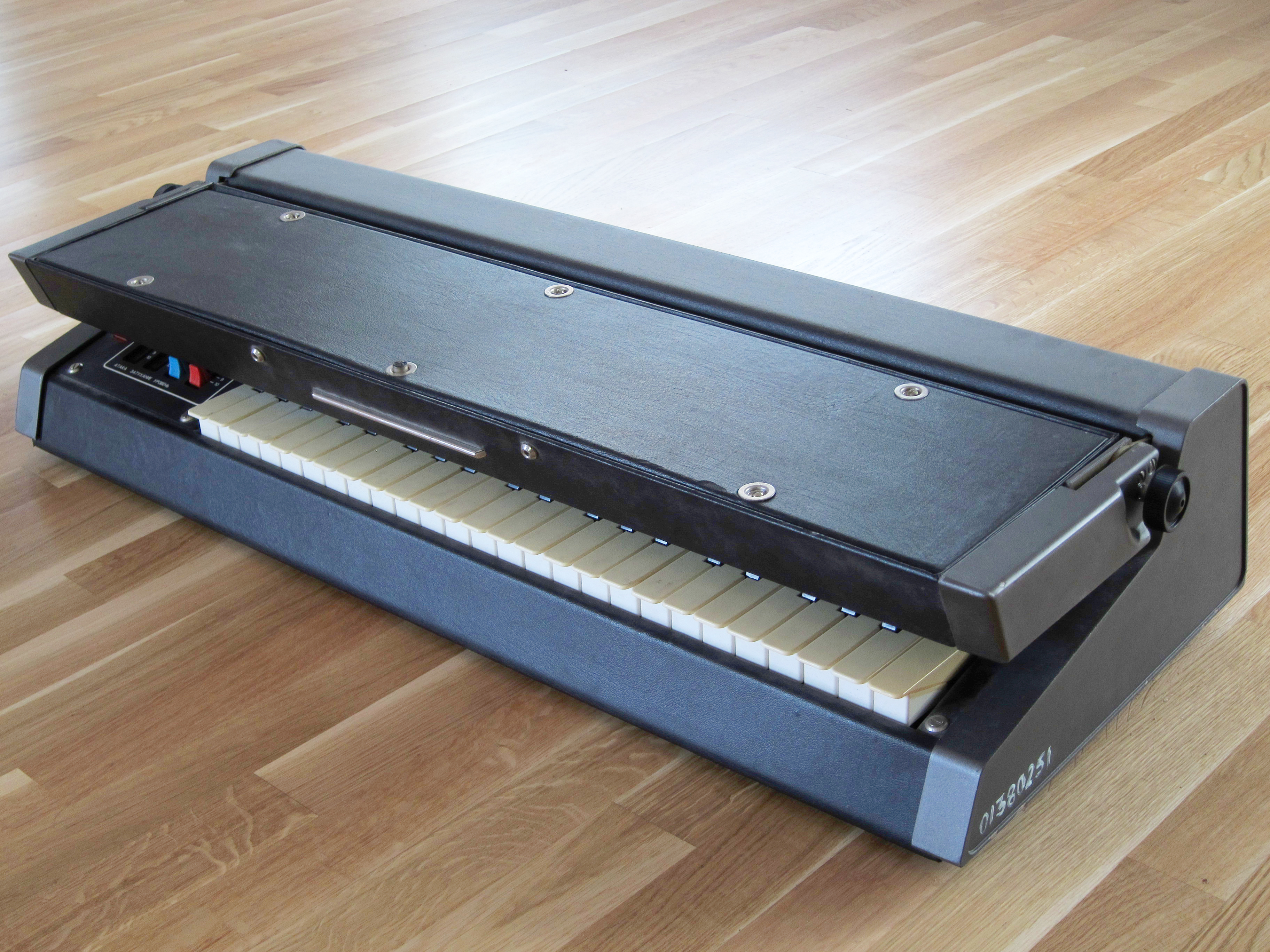
Le synthétiseur Aelita en position fermée

Pour les articles homonymes, voir Aelita.
L'Aelita est un synthétiseur analogique monodique conçu et fabriqué en Union soviétique dans les années 1980.

## Histoire
La production a commencé en 1980 dans l'usine d'équipement radio de Mourom, en actuelle Russie. Il en a été construit approximativement dix mille exemplaires. Il existe deux versions des circuits, la deuxième datant de 1986, pour des fonctionnalités identiques.

## Aspect
L'aspect semble inspiré des synthétiseurs de la marque américaine Moog popularisés depuis les années 1970 (en particulier le Minimoog sorti en 1971), et de ceux plus récents de la marque japonaise Korg (les MS-20 et MS-10 de 1978).
Un châssis en aluminium foncé et de gros boutons en plastique coloré le distinguent. Son clavier est constitué de touches en plastique non lestées, de même taille que celles d'un piano. Toutes les inscriptions sont en Russe, en écriture cyrillique.
Son panneau supérieur, offrant le contrôle des paramètres du son, est quasi vertical en position ouverte. En position fermée, il recouvre le clavier, protégeant les boutons d'une modification accidentelle des réglages. Dans cette position, l'instrument n'est pas utilisable, mais plus facilement transportable. Ce panneau basculant rappelle le couvercle d'un clavier de piano.

## Fonctionnalités
L'Aelita dispose d'un clavier de 44 touches (3 octaves et demie, de fa à do), 3 oscillateurs accordables indépendamment, disposant de trois formes d'onde fixes chacun (un quatrième oscillateur s'enclenchant en mode unison), d'un modulateur en anneau, d'un filtre passe-bas résonnant, d'un oscillateur basse fréquence et de deux générateurs d'enveloppe, le tout créant un chemin de signal fixe, typique à la synthèse sonore soustractive,,,.
Sa tessiture maximale est de sept octaves et demie. Il est monodique, c'est-à-dire qu'il ne peut jouer qu'une note à la fois. Il est cependant possible de jouer un intervalle harmonique fixe (voire un accord à trois ou quatre sons) en guise de note grâce à l'accordage indépendant de chaque oscillateur.
Il dispose de deux modes spéciaux, en plus de son mode d'opération normal (appelé voix). En mode unison, un effet semblant décupler le nombre d'oscillateurs est appliqué à chaque oscillateur. En mode cordes (pour ensemble d'instruments à cordes), un effet semblable au vibrato donne une impression d'épaississement du son.
Bien que d'une construction plus robuste que ses équivalents américains et japonais de l'époque (encore que ceci soit discutable), il lui manque certaines fonctionnalités couramment présentes sur ces derniers. Par exemple : le portamento, la sensibilité à la vélocité de frappe, des mémoires de programme, ou encore une interface MIDI (devenue standard dès 1983),.
Sa sortie est mono.

## Sonorité
Son son est souvent qualifié de gros ou de gras,,,,. On peut aussi lire les adjectifs impressionnant,, voire agressif,.